# ローデシア鉄道クラス15蒸気機関車
ローデシア鉄道クラス15蒸気機関車 (The Rhodesia Railways 15th class、後にザンビア鉄道及びジンバブエ国鉄クラス15蒸気機関車)はガーラット式機関車の一形式。同形式では二番目に大きく、74両が製造された。同型式でクラス15より多く製造されたのは120両が製造された南アフリカ鉄道クラスGMA 4-8-2 + 2-8-4のみである。

## 開発と配車
4-6-4 + 4-6-4の車輪配置"ダブル・バルティクス"または"ダブル・ハドソン"ガーラットとも呼ばれる。クラス15のうちダブル・バルト型式で製造されたのは2両のみで、残りはスーダン鉄道クラス250蒸気機関車(後にRRが購入し、ローデシア鉄道クラス17蒸気機関車とした)となった。
主にローデシア鉄道クラス16蒸気機関車ガーラットに基づいていた。より高レベルの高速鉄道サービスのためにより動輪径を大きくすることが求められたことが、新型車の設計に繋がった。当初は"ダブル・パシフィック" (4-6-2+2-6-4)で考案されたが、スーダン鉄道クラス250蒸気機関車(1937年製造)の調査後、スーダンのダブル・バルティクス型と同じ車輪配置及び動輪径(57 in または 1,448 mm)とすることに落ち着いた。
当初は4両が発注され、271から274までの番号が付けられた。これらは現在のガーラット型機関車の代名詞となる"半流線型"の丸みを帯びた前部炭水車で製造された。
高い実績を達成し、月6,200マイル (10,000 km)を誇った。第二次世界大戦後、さらに70両が発注された。
1947年に製造された10両は近代化された前部炭水車と丸みを帯びた後部炭水車(最初の4両の前部炭水車は標準的な長方形であった)で発注された。次の20両の前部炭水車はさらに近代化され、後部炭水車は石炭容量が10.2tから12.7tから増大するように改変された。
最後の40両は、クラス15Aとして設計された。外見は殆ど同じだが、ボイラーの圧力が180 - 200 psi (1.24 - 1.38 MPa)まで増加している。
| Year    | Qty | BP Order No. | BP Works No. | RR Class | RR No.           | Notes                                             |
| ------- | --- | ------------ | ------------ | -------- | ---------------- | ------------------------------------------------- |
| 1940    | 4   | 11115        | 6936–6938    | 15th     | 271–274          | 350–353に番号が付けなおされた。1975年までに廃車。 |
| 1947    | 10  | 11137        | 7228–7231    | 15th     | 275–280, 290–293 | 354–363に番号が付けなおされた。                   |
| 1948    | 10  | 11139        | 7260–7269    | 15th     | 364–373          |                                                   |
| 1948–49 | 10  | 11142        | 7270–7279    | 15th     | 374–383          |                                                   |
| 1949–50 | 15  | 11148        | 7326–7340    | 15A      | 384–398          |                                                   |
| 1950    | 15  | 11149        | 7351–7365    | 15A      | 399–413          | 404は424に番号が付けなおされた。                  |
| 1952    | 10  | 11159        | 7555–7564    | 15A      | 414–423          | ソシエテ・フランコ-ベルジに委託(2963–2972)        |

ローデシア鉄道クラス17蒸気機関車(271–280)とローデシア鉄道クラス18蒸気機関車(281–289)の導入により、初期型のクラス15は  番号が付け直された。
続く数年間、クラス15、15A、16間でボイラーの交換、前部炭水車の交換が行われ、クラス15と15Aの区別がつかなくなった(i.e. has a 180 or 200 psi boiler)。

## 稼働
ブラワヨからマフィケング, フランシスタウン経由で南アフリカ共和国とハボローネ、ベチュアナランドの(現ボツワナ)といった800kmの長距離走行を意図して設計されたが、橋の強化を必要としたが戦争により行われなかった。そのため、ソールズベリーからグウェロ間で働き、価値が証明され、戦後になって長距離走行に従事することとなった。最終的に1959年以後はボツワナで働き、ローデシア鉄道が全機構を引き継いだ1966年にはマフェキングまで走るようになっていた。以前に使用されていたクラス194-8-2に取って代わった。1973年にローデシア鉄道クラスDE2がブラワヨ・マフェキング間を走るようになるまで使用された唯一のタイプとなった。ブラワヨ・マフェキング間では、往復1000マイルを機関士2人が交代で1人が運転し、1人が車掌車で休憩するという形で連続運転を行った。
ブラワヨからソールズベリー(現ハラレ)、ラワヨからヴィクトリアの滝、グウェロからモザンビークマルバーニア間でも使用された。2、3台が北ローデシア (現ザンビア)でも使用された。ザンビアが北ローデシア地域の鉄道を引き継ぐと、わずか2、3台がザンビア鉄道へと移籍した。
404はトンプソン駅とデット(現ディーテ)の間の下り坂で事故を起こした。カーブの多い区間であり、その1つで脱線し、転覆した。熟練の運転士が死亡した。悪運をもたらすと信じられ、同車両は修理後に424となった。古いナンバープレートは脱線現場の記念碑となった。
1975年6月までに、52両が稼働しており、全てブラワヨに配属されていたものであった。

## 改造

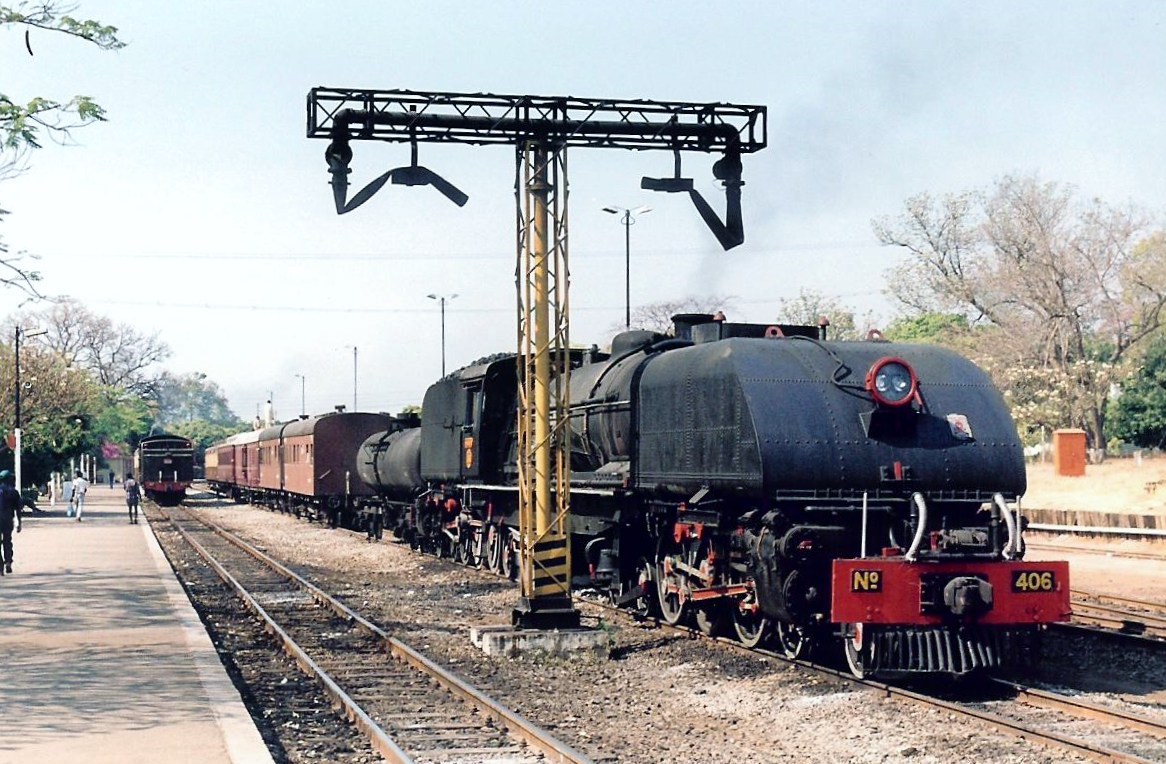
No. 406 Ikolo (Hornbill) 。1997年にビクトリアの滝で旅客列車と共に。

1978年にローデシア鉄道は、蒸気機関車の改造計画を開始した。1980年から1983年の間に、残っていたガーラット機関車は完全にオーバーホールされ、転がり軸受に組み込みなどの近代化が行われた。作業はブラワヨのRESSCOを初めとする民間企業によって行われた。
34両が改造されたが、1940年から1947年製造の車両は除外された。全両に200 psiボイラーを与えられ、180 psiのクラス15thは事実上消滅し、クラス15Aはクラス15となった。改造車にはアフリカの野生生物の名前を与えられた:
この一覧は未完成です。加筆、訂正して下さる協力者を求めています。
| NRZ No. | NRZ名        | 翻訳名                             |
| ------- | ------------ | ---------------------------------- |
| 370     | Ibhalabhala  | クーズー                           |
| 371     | Inkolongwane | ハーテビースト                     |
| 376     | Ingulungundu | カワイノシシ                       |
| 380     | Umahelwane   | アフリカオオタカ                   |
| 381     | Ingwe        | ヒョウ                             |
| 382     | Iganyana     | ジャッカル                         |
| 385     | Ingwenya     | ワニ                               |
| 386     | Umyelane     | トビウサギ                         |
| 387     | Imvubu       | カバ                               |
| 389     | Umziki       | リードバック                       |
| 391     | Ingugama     | オリックス                         |
| 392     | Ithaka       | ローン・アンティ                   |
| 394     | Umzwazwa     | アオバズク                         |
| 396     | Igogo        | クリップスプリンガー               |
| 397     | Inyathi      | アフリカスイギュウ                 |
| 398     | Isidumka     | ウォーターバック                   |
| 400     | Imbila       | ナキウサギまたはケープハイラックス |
| 402     | Impofu       | エランド                           |
| 406     | Ikolo        | ホーンビル                         |
| 407     | Ukhozi       | 鷲                                 |
| 409     | Inkakha      | トカゲ                             |
| 410     | Inkolomi     |                                    |
| 414     | Ubhejane     | クロサイ                           |
| 415     | Itsheme      | ノガン                             |
| 416     | Inuga        | ヤマアラシ                         |
| 417     | Umathabene   | ケストレル                         |
| 418     | Umkhombo     | シロサイ                           |
| 419     | Isambane     | ツチブタ                           |
| 420     | Indlovu      | ゾウ                               |
| 421     | Intundla     | キリン                             |
| 422     | Inkonkoni    | オグロヌー                         |
| 423     | Idube        | シマウマ                           |
| 424     | Isilwane     | ライオン                           |

ジンバブエは厳しい経済状況が続き、当初の計画よりも長く使用され続けた。2000年に入ると、全蒸気機関車の使用停止を決定した。その後、全修理が必要になるまで使用された。駐車中の機関車はその後、予備部品のために使用されたが、廃車されていない。
2006年と2007年には10両のガーラットが小修理を受け、入れ替え作業、郊外及び特別サービス列車で使用されていたにもかかわらず、通常業務に戻った。10両にはクラス15の386、395、416、424が含まれる。
2015年1月1日の時点で395と414はまだ現役である。

## ワンゲ炭鉱
ワンゲ炭鉱(旧ワンキー炭鉱)はジンバブエ国鉄から3両を取得し、入れ替え作業やトンプソン駅のNRZまでの輸送を担った。10、11、12 (それぞれ元NRZ 392、423、370)の番号が振られた。2014年12月1日の時点で、3両とも様々なボイラー及び機械的な問題により、稼働しておらず、炭鉱では、NRZから数か月の代替としてクラス15A414を借用している。

## 保存車両

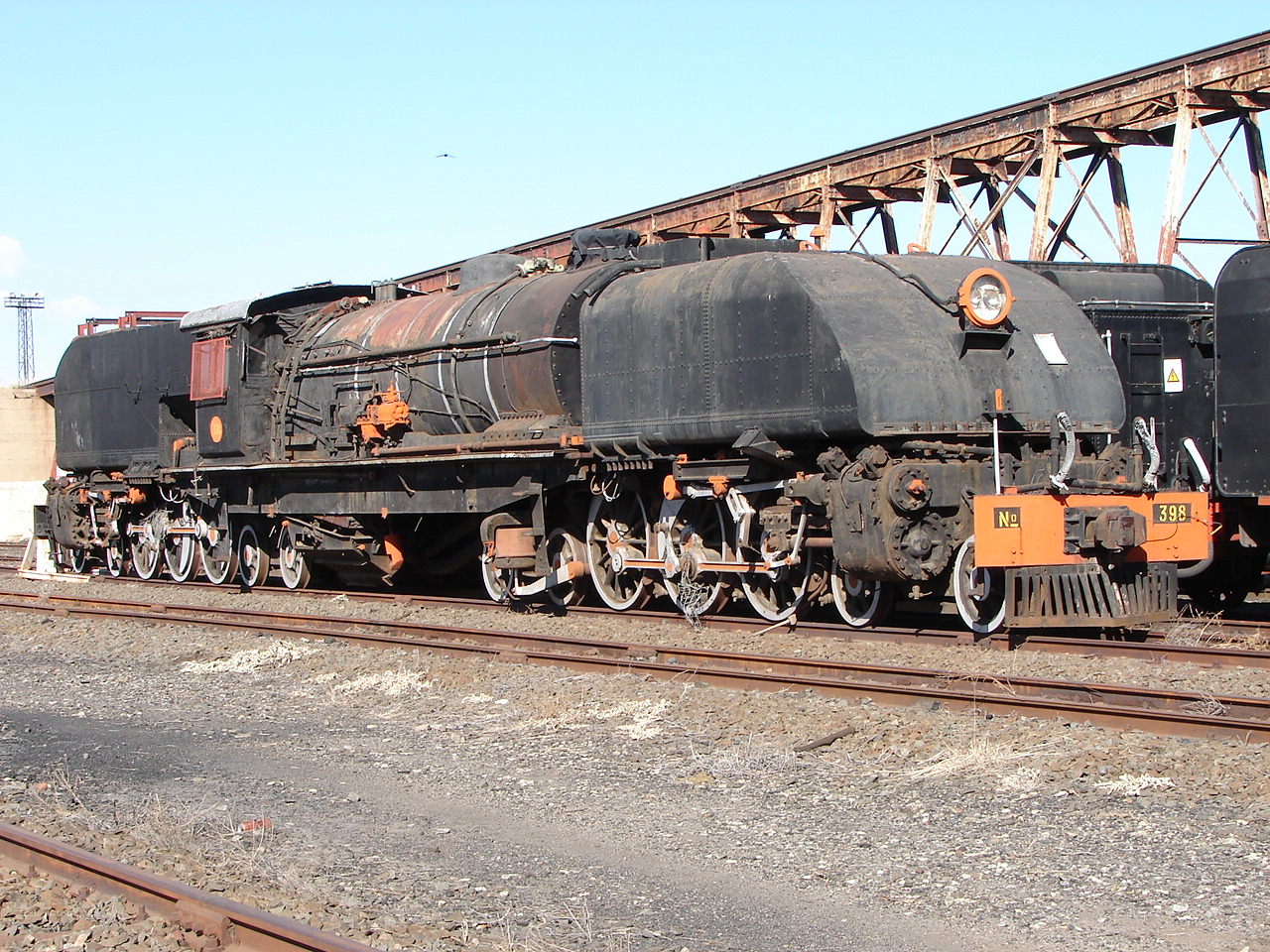
南アフリカのクラス15ANo. 398。2009年。

1940年に最初に製造された4両のうちの2両を含め、4両が現存する。
- No. 350 (元271) -  2つの他の機関車とカドマにある。
- No. 352 (元273) -  1976年からボツワナのフランシスタウンの駅にある。
- No. 398 - ニュージーランドウェリントン近郊のパエカカリキのスチーム株式会社にある。
- No. 401 - ザンビアリビングストンの鉄道博物館にある。

現在ブラワヨ鉄道博物館には現存しない。